# Mandag Morgen
Mandag Morgen er en dansk medievirksomhed og tænketank. Den blev grundlagt i 1989 af Erik Rasmussen. 
I december 2016 blev virksomheden overtaget af netavisen Altinget.dk. , der i dag ejes af mediekoncernen Alrow Media. Andreas Baumann er chefredaktør, Christopher Nørgaard er adm. direktør og Rasmus Nielsen er udgiver.
Mandag Morgen består af Ugebrevet Mandag Morgen, som udkommer dagligt på mm.dk, ugentligt på tryk samt Tænketanken Mandag Morgen, der laver events, uddannelser, netværk og rapporter.